# Maringouin
Maringouin è un comune degli Stati Uniti d'America, situato nello Stato della Louisiana, in particolare nella parrocchia di Iberville.
Il nome significa "zanzara" nel francese della Louisiana.